# 美国参议院
美國參議院（英語：United States Senate）是美國的立法机构──美國國會的兩院之一，另一院為美国众议院（或称「下議院」）。參議院議場建築物分佈在首都华盛顿特區的國會山莊北部。由於美國各州也設有州參議院，有時為避免混淆，會將美國參議院稱為聯邦參議院。
參議院的組織及權力源於美國憲法第一條第三款。美國各州在參議院中均有兩位議員作為代表，與各州人口無關。全院共有代表50个州的100名議員。參議員任期為六年，相互交錯，每隔兩年改選約三分之一的席位。从1789年到1913年，参议员由他们所代表的州的立法机关任命。在1913年美國憲法第十七條修正案通过后，他们由直接民选产生。
作为美國的上議院，参议院拥有几项独特的咨询和同意权，其中包括批准条约，确认内阁成员、最高法院大法官、联邦法官、军队负责人、监管机构、大使、其他联邦行政官员和联邦军警人员。如果没有副总统候选人获得美國選舉人过半数的投票，则由参议院负责从获得选举人票数最多的两人中选出一人担任该职务。此外，参议院亦会对被众议院弹劾的人进行审判。
參議院由于其成员名額較少而任期較长，被公認較眾議院更為審慎及更具声望，这在历史上导致了更多的合作以及更少的党派气氛。参议院议长是由副总统兼任，負責主持会议，在大多數情況下副總統不會在參議院中投票，除非遇到票數持平，副總統將投下關鍵一票打破票數持平。在副总统缺席时，传统上由拥有多数党的资深議员担任參議院臨時議長，代替副總統主持参议院工作。
20世纪初起，参议院出现了选举多数党和少数党领袖的做法。参议院的立法和行政事务由参议院多数党领袖管理和安排。

## 歷史
在《邦聯條例》中，國會為一院制，各州代表同額。在該條例約制下，聯邦政府運作的無效性使得國會於1787年召開大陸會議。除羅德島外的各州都同意委派代表與會。許多州代表籲求增設國會第二議院，並以英國上議院為原型。例如，约翰·迪金森主張「國會第二議院應由最具身份、地位與財富的高貴人士所組成，與不列顛上議院越相似越好。」
國會結構是大陸會議所面臨之意見分裂的議題之一。維吉尼亞方案要求兩院制國會，其下議院應由人民直選，而其上議院由下議院選出。維吉尼亞方案主要獲得大州支持，因其要求在兩院的代表權以人口數為基礎。然而，小州傾向要求兩院制與均等代表權的紐澤西方案。最後，終於達成了稱之為康乃狄克妥協案的重大折衷方案；國會中的一院（眾議院）規定為比例代表制，另一院（參議院）規定為平均代表制。為求進一步保護州權，規定參議員由州議會－而非由人民－選出。憲法在1788年經必要數目的州數（13州中的9州）正式批准通過，定於1789年3月4日全面實施。但是參議院在同年4月6日由過半數議員組成前無法行使職權。參議院的創立者預期參議院成為較眾議院更為穩定且審慎的機構。詹姆斯·麦迪逊將參議院的用途描述為「一個抗禦......反覆與激情的必要防護。」喬治·華盛頓在回答托马斯·杰斐逊時說：「我們將法條（自眾議院中）倒入參議院的碟子裡冷一冷。」
十九世紀早期時，具名望的政治家與演說家如丹尼尔·韦伯斯特、约翰·C·卡尔霍恩、亨利·克莱、史蒂芬·A·道格拉斯與托馬斯·哈特·班頓等人的功績是其時代特徵。該時期同樣有自由的北方與奴隸制的南方之間的區間衝突。十九世紀前半，因為自由州與奴隸州的數目相等，大部分的時間中南北兩方在參議院中維持平衡。主張維持奴隸制的南方州參議員通常可以阻擋由人口眾多、廢除奴隸制的北方州所支配之眾議院所通過的草案。區間衝突大多發生於對奴隸制的爭議性宣言，一直持續至內戰時（1861年－1865年）。這場在南方各州宣告脫離聯邦後迅速引爆的戰爭，大大的挫敗了南方，也廢除了奴隸制。戰後重建的年代見證了共和黨取得多數及主導地位，許多美國人將之歸因於聯邦是內戰中獲勝的一方。在激進共和黨員的影響下，在1868年因政治目的對民主黨籍總統安德鲁·约翰逊進行彈劾。彈劾案最終失敗，參議院以一票之差而無法達到成案所需的三分之二多數。
重建時期於1877年結束，同時約為镀金时代的開始。此一時期的特徵為選區內尖銳的政治分裂。民主黨及共和黨兩方皆曾在參議院握有權力，但任何一方都無法取得壓倒性多數。同時，參議院也墮落到成為與戰前成為鮮明對比的疏離時期。只有少數的議員擁有長期而高尚的政治事業，其他大多數僅有一任的議員任期。州議會選舉的腐化也相當普遍。在1866年至1906年間的參議院選舉共有九起賄選案。許多的個別議員認為參議院是精英與富有人士的堡壘。若干進步時代的改革者推動參議員直接民選，不經州議會選舉。他們在1913年以通過美國憲法美國憲法第十七修正案達成目標。該修正案最終讓參議員們關心民瘼。
一個參議院領導組織於1910年代成立，亨利·卡伯特·洛奇與約翰·W·克恩各自成為共和黨與民主黨的非正式領袖。民主黨在1925年指派奧斯卡·安德伍德為其正式領導人；共和黨跟著委任查爾斯·柯蒂斯。在一開始，政黨領袖權力受限，個別參議員尤其是各重要委員會的主席仍舊擁有較大的影響力。然而，政黨領袖的影響力最終獲得成長，特別是當老練的領導者如林登·约翰逊擔任多數黨領袖時。
另外自1974年以來，參議院組成只有共和黨、民主黨、無黨籍（2002年曾在明尼蘇達短暫出現其他政黨以填補空缺），為少數全以區域席次選出的國家或地區所罕見的。

## 成員

### 資格限制
憲法第一條第三款所設立的參選參議員席位三項資格限制是：（1）須年長於三十歲；（2）至少在過去九年為美國公民；（3）須（在選舉開始時）為其所代表的州之居民。對有意角逐成為參議員者，其年齡與公民權上的資格限制嚴格於欲參選眾議員席位者。詹姆斯·麥迪遜在聯邦第六十二號文件中，以論證「參議院的委任」需有「更高明的見聞與穩定度」為由為這樣的安排作辯護。
憲法中規定，授權參議院（而非法院）裁定個人是否具就任資格。參議院早期並未詳查議員的資格。其結果是未達法定年齡者也獲得就職許可：29歲的亨利·克莱（1806年）、28歲的阿米斯特德.梅森（1816年）與約翰.伊頓（1818年）。這些事例之後未曾再發生過。1934年，Rush D. Holt Sr.當選為參議員時才29歲，他直到滿30歲（次年6月19日）才宣誓就職。1972年11月，时年29岁乔·拜登当选为参议员，但在1973年1月新任参议员宣誓仪式之前，他已经30岁了。
在憲法第十四修正案中另外規定，任何聯邦或州政府官員，若在宣誓效忠憲法後鼓動叛亂或協助美國的敵人者，取消成為參議員的資格。該法條在內戰結束後迅速成為強制性，阻止支持聯盟國者任職。該修正案也規定，若國會兩院都以三分之二多數表決通過撤除前此之資格取消，被取消資格者仍可任職。

### 選舉与任期
美国宪法第一章規定每州可選出兩名參議員。憲法又進一步規定，除非該州同意，否則憲法修正案不得剥奪任何一州在參議院中的選舉權。華盛頓哥倫比亞特區與未成立州府的屬土不具任何代表權。美國目前共有50州，所以參議院共有100名議員。
參議員一任6年，以各州全境為單一選舉區，其任期交錯，故每兩年有約1/3的席次改選。任期交錯安排讓任一州的兩名參議員不會在同一場大選中相互競逐。參議院改選在11月第一個完整星期的星期二舉行，選舉日與眾議院改選在同一天。每一名參議員由其所代表的州之全體州民選出。一般說來，共和黨與民主黨在大選前數月所舉行的初選中選出其參選人。獨立人士與其他小黨的選舉細則各州不同。在大選中，幾乎所有的州都行使單一選區多數決（First Past the Post）。在該體系下，贏得相對多數選票（不一定過半）者獲勝。例外的州有的採取複選式排序投票或者两轮投票制。
一旦當選之後，參議員任期至其任滿、身故、或辭職為止。憲法更進一步准許參議院在2/3多數同意之下開除議員。參議院史上曾有15名議員遭開除，其中14位在1861年至1862年間因支持導致內戰的美利堅聯盟國而遭免職。自此之後，再無參議員遭到驅逐。然而，許多議員在免職程序進行中選擇辭職（最近的例子是1995年的鮑伯·帕克伍德）。參議院也曾通過對若干議員的譴責。譴責案只需簡單多數通過即可，但不能將議員免除其職，由於被纪录，议员的声誉会受损（如约瑟夫·麦卡锡）。
第十七修正案規定，在參議院席位因任何原因出缺時，可自專門選舉替補。參議院席位專門選舉無須在議席出缺時立即舉行，典型地是與下次兩年一度的國會選舉同時舉行。專門選舉如果與國家其他職位的大選撞期，並不會合併選舉，而是分別舉行。自專門選舉勝選的議員其任期為至原任者的6年任期屆滿為止，而非自選上起全部6年任期。
第十七修正案進一步規定，州議會可授權其州長於該州參議院席位出缺時，在專門選舉實施前指定人選以暫時代理參議員行使其職權。全部50州，除亞利桑那州之外，都通過了授權由州長指定暫時代理人選的法律；參議員在名諱上加有閣下稱號，以示尊崇。2017年，年薪平均為美金$174,000；臨時主席與政黨領袖所得更多。CNN在2003年6月所作的金融調查，至少有40名的參議員為百萬富豪。
一般說來，因其代表更多美國人口，在美國，參議員的政治地位比眾議員更為重要，因其數目較少、任期較長、代表較多的選民（地廣人稀的州在眾議院中代表全州的席位除外）、參加更多的委員會、擁有更多的助理。在總統大選中，在任參議員獲提名者遠多於在任眾議員。
美国参议员大多是律师出身，例如第113届国会中的100位参议员中有55位出身于律师。

### 资历
各州在任最久的議員被稱為「資深參議員」（Senior Senator），與其對應的為「資淺參議員」（Junior Senator）。這樣的慣例並無任何特殊意義，尽管在选择实际办公室和党团分配委员会时，资历通常是一个因素。在第117屆美國國會中，在任最久的資淺參議員是来自华盛顿州的瑪麗亞·坎特威爾，在資歷排名中排第16位。在任最短的資深參議員是来自喬治亞州的乔恩·奥索夫，在資歷排名中排第99位。他排在同日宣誓就职的拉斐尔·沃诺克之前，后者目前资历排名第100位，但是由于按姓氏字母排序，奥索夫排在前一位。

## 職權
取得院內多數席位的政黨就是多數黨。若有兩個或更多的政黨所擁有的席次相當，那副總統的政黨取向則決定了何者為多數黨。相對的政黨為少數黨。參議院臨時議長、各委員會主席與其他院內公職一般由多數黨擔任；少數黨則任其相對應的職位（如各委員會的副主席）。
憲法規定由美國副總統兼任參議院議長，並主持表決。在例行院會中，副總統很少全程主持會議，僅於儀式性場合（如新任議員宣誓就職），或其表決權具決定性作用時參與議事。憲法同時授權參議院於副總統不在場時選出參議院臨時議長代行主席職務。多數黨中最資深的議員依慣例會受推舉來擔任此職。如同副總統一般，臨時議長在正常情況下不主持會議，而是將主持會議的職權委任給多數黨的新進議員。新晉參議員（新近當選者）藉此以習慣院內規矩與議程。
會議主席的座位設於參議院會議廳前方。會議主席的職權極其有限，其主要角色在為參議院傳聲，執行諸如宣佈投票結果之類的任務。參議院會議主席以召請議員發言的方式控制辯論進行。參議院規章強制主席允許第一個舉手的參議員發言。會議主席可裁定程序問題（議員抗議發言者違規），但其決議可訴諸全院表決。所以參議員議事主席的職權遠不如眾議院議長來得廣泛。
各政黨推舉一名參議員擔任領袖，作為政黨主要發言人。多數黨領袖負有控制議程的責任，例如安排辯論與表決。各政黨另外推舉一名黨鞭以協助其領袖。黨鞭的功能在確保其政黨議員的表決結果符合其政黨領袖的意願。
參議院內也有不具議員身分者擔任之職位。參議院主管官員為參議院秘書長，負責保管公開紀錄、支付薪水、監管補給文具及其他用品，並監督職員。秘書長由參議院助理秘書長佐理。其他的重要官員有糾儀長（Sergeant-at-Arms），為參議院的執法首長，維持參議院議場的秩序與安全；以及美国國會警察，主要在糾儀長的監督下處理例行警務工作。

## 議事程序

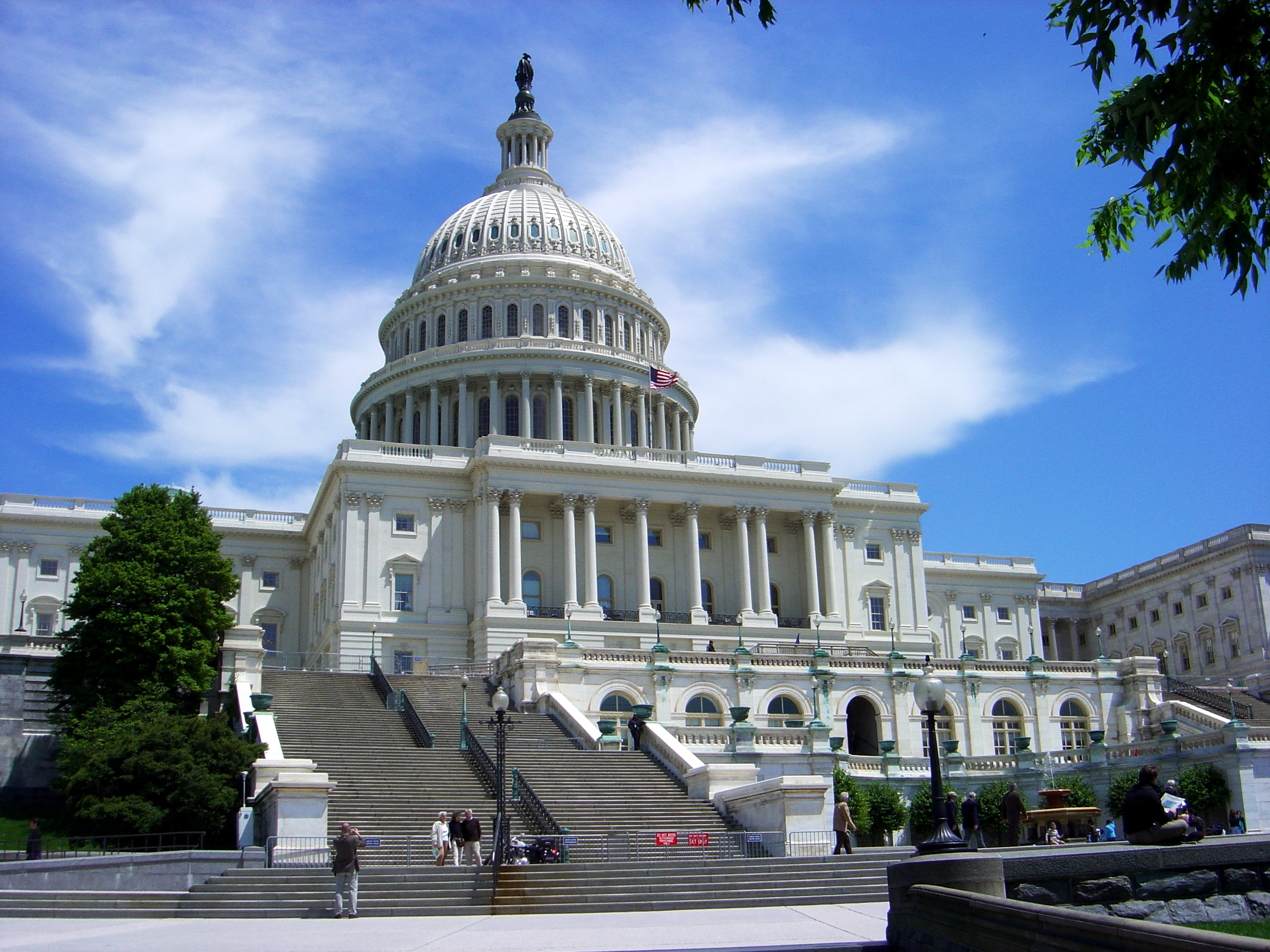
參議院在位於華盛頓特區的美國國會山莊舉行會議

參議院如同眾議院一般，在位於華盛頓特區的美國國會山莊舉行會議。參議院議事廳的一端為臨時主席主持議事的主席台。主席台下層由院內職員與其他官員使用。議事廳內的一百張議席排列成半圓形，由中央的寬闊走道分隔兩邊。依照傳統，民主黨議員坐在中央走道右側，共和黨在左側，以主席台面對方向為準。每位議員依其在政黨中的資深程度選擇座位。議程通常安排在星期一至五召開，極少在週六或週日舉行。會議過程一般對公眾開放，並由C-SPAN頻道對外播出。
參議院議事程序不僅要依照法規，還要依照多樣的慣例與傳統。參議院大多依全體一致同意的方式豁免自身若干嚴格的條款。一致同意的協議通常事前由政黨領袖協商達成。任何參議員都可以阻擋這樣的協議，但實際上極為少見。會議主席行使參議院議事法規，並可警告脫序的議員。會議主席通常使用議事鎚維持秩序。
憲法規定，參議院出席過半為法定有效人數。參議院依規章與慣例向來假定出席率到達法定有效人數，除非經清點後證實並非如此。任何一位參議員都能以「法定人數不足」為由請求清點人數。院內職員接著便進行唱名並記錄出席的議員。實際上，參議員們幾乎都不是為了確證人數不足而要求清點人數，而大多是企圖暫時延宕時程。時程延宕可達到的許多目的之一，是讓院內領袖們各就其立場談判妥協。當企圖利用拖延戰術所欲得到的目標達成時，任何參議員可請求全體一致同意撤銷人數清點。
在辯論中，參議員僅能在主席召喚時發言。議事主席必須准許第一位舉手的議員發言。所以，議事主席對辯論的進行僅能有些許的控制權。依照慣例，多數黨與少數黨的領袖經協調後在辯論進行中優先發言，不論是否有其他議員先行舉手。所有的演說都必須以「主席先生」或「主席女士」來稱呼主席。唯有主席可在演說時直呼他人，其他議員必須使用第三人稱。議員彼此多不直呼其名，而使用諸如「維吉尼亞州的資深參議員」或「加利福尼亞州的新晉參議員」之類的表述。
演說的內容沒什麼限制，演說也不需要與參議院密切相關。
參議院規定任何參議員不得在同一立法日內就單一議案或提案演說超過兩次。（立法日自參議院開議日起至休會日止，不必然符合曆法之一日。）演說的長度不受限，於是，參議員們大多可以講到自己滿意為止。通常，參議院可一致通過強制限定時間長度。有些時候（例如，審定預算進行時），成文法強制限定其長度。一般說來，不限時間進行辯論的權利是受保障的。
議事拖延是個以無休止的冗長辯論來中挫議案與提案的戰術。議事拖延的方法包括長時間演講、拖慢動作、以及提出連串的議事修正案。參議院歷史上為拖延議事所作的典型演講是由斯特羅姆·瑟蒙德發表的。他說了超過二十四小時卻無法成功阻擋1957年民權法案通過。最长的演讲是2025年3月31日，新泽西州民主党参议员抗议特朗普的第二次任期和政府效率部的行为。该演讲持续了25小时5分钟[1]。
參議院可訴諸終結辯論來結束拖延議決，終結辯論需要參議院內五分之三的議員支持，若果未能取得五分之三的票數，議案會遭到擱置。若與改變院內規章有關，則須三分之二多數同意。終結辯論罕有聽聞，部分是因為通常需要跨黨派的支持來達到必要的壓倒性多數。若參議院真的訴諸終結辯論，不會立即停止辯論，而是限制在此之後的辯論不得超過一百小時。2013年11月，民主黨參議員修改了參議院議事規則，容許在人事任命上不需要五分之三的參議員支持就可以終結辯論。
在辯論達成結論時，待表決的議案便提請表決。參議院大多以口頭進行表決。由議事主席提出待表決案，而議員們回答「贊成」（YEA）或「不贊成」（NAY）。議事主席接著宣佈表決結果。任一位議員皆可質疑主席的評斷並要求書面表決。此一請求須有出席議員中五分之一附議，方得認可。實際上，參議員會基於禮貌附議書面表決的請求。進行書面表決時，院內職員依各人姓名的英文字母順序唱名，參議員們在聽見稱呼自己名字時應答。錯過點名的議員於開放書面表決時仍可投票。書面表決投票在由主席裁定結束後終止，但至少須保持15分鐘的開放投票時間。正反雙方表決結果平手的情況下，副總統若在場，便有權投下決定票（casting vote）；若不在場，該議案便遭否決定案。

## 委員會
參議院為多種目的設置委員會（及其附屬小組委員會），包括復議法案與監督行政部門。委員會的委員們由參議院全體正式任命，但委員實際上是由政黨推選。一般說來，各政黨視各議員們的喜好，以其資深程度決定入會順序。各政黨在委員會中的席次分配依其整體席佔率而定。
多數的委員會事務由16個常設委員會執行。每一個委員會都對諸如財政部或外交部等特定部會具有管轄權。各常設委員會對其具管轄權部會的相關法案進行審議、修訂與公告。另外，各常設委員會也審議對具相關管轄權之部會的總統人事提名案。（例如說，參議院司法委員會審議被提名者的司法資格；參議院外交委員會審議被提名者在美國國務院之職位。）委員會對有顧慮的法案與人事案具有額外的權力，他們可阻擋法案與人事案進入參議院。常設委員會也監督行政部門各部會與其官員。若要卸除官員職務，常設委員會有權召開聽證會並傳訊證人與相關證物。
參議院常設委員會包括：農業營養和林業委員會、撥款委員會、軍事委員會、銀行住房和城市事務委員會、預算委員會、商業科學和運輸委員會、能源和自然資源委員會、環境和公共工程委員會、財政委員會、外交委員會、醫療教育勞工和退休金委員會，國土安全和政府事務委員會、司法委員會、程序和行政委員會、中小企業和創業委員會、和退伍軍人事務委員會。
參議院另有若干非常設委員會，稱為特設委員會或特別委員會，例如紀律特別委員會與情報特別委員會等。雖然有些法案由特別委員會審查，不過大多數的立法工作是由常設委員會負責。委員會可因任何特定需要而設立。例如說，參議院水門事件委員會的設立是為了調查水門事件醜聞。這些臨時性的委員會於履行其職務後宣告解散。
最後，參議院也有共同聯席委員會，包含參眾兩院議員。有些共同聯席委員會監督獨立的政府組織，例如圖書館共同聯席委員會監督國會圖書館。其他共同聯席委員會負責提出建議報告，例如租稅共同聯席委員會。法案與人事案並不提交到共同聯席委員會，所以，共同聯席委員會的權力低於常設委員會。
參議院每一個委員會與附屬委員會都由一個主席（一定是多數黨籍）領導。過去，委員會的主席資格純粹取決於資深程度，其結果是若干老邁的參議員儘管年老體衰，仍持續擔任主席。現在，委員會主席理論上由選舉產生；但實際上，資歷因素很少被排除在外。主席職權廣泛，可控制委員會議程，並可阻止委員會通過通法案或人事任命案。雖說有些例外，思想新潮的委員會主席並不會強力運用自己的影響力。僅次於主席的委員會委員是由少數黨擔任的少數黨首席議員（Ranking Member）。在情報與紀律兩個特設委員會中，最資深的少數黨委員稱為副主席（Vice Chairman）。

## 職能

### 立法
大多數法案會送入國會兩院其中之一。美國憲法規定「所有將增加收入的法案應由眾議院首倡」，這是參考了英國國會的運作方式所做的設計，使參議院無權提案撥款或者授權開支聯邦資金，而眾議院可自行提出。歷史上，參議院曾論爭此一由眾議院擁護者所提出的解釋。然而，眾議院就是拒絕審理參議院提出撥款法案，因此於事實上奠定了這項論爭的結果。
雖然不能自行提出税入法案，參議院仍有權對之修訂或駁回。正如伍德羅·威爾遜寫道：
參議員（對歲入案）的修訂權已達到所能容許的最寬鬆範圍。參議院可以加入自己喜歡的條文，可以完全與初始提案無關且插入全新的條款，調整開支數目甚至其目的。就從眾望所歸的會議廳所送來的資料而言，他們立下的是全新的法條。
包含歲入法案在內，任何法案都須經參眾兩院認可，經總統簽署才能成為法律。兩院必須通過完完全全相同一致的法案版本。若有分歧，可通过来回发送修正案或召開兩院議員聯席的協商委員會解決。

### 分權與制衡

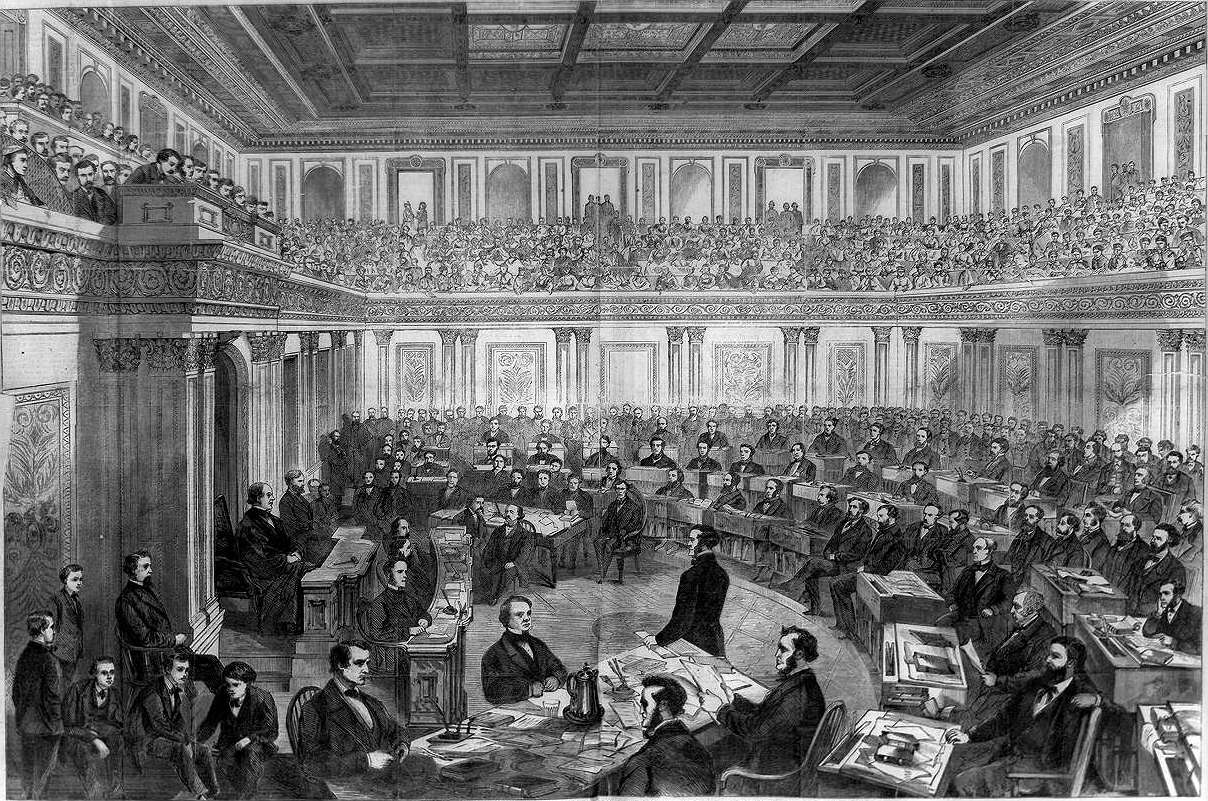
參議員擁有彈劾總統的權力。上圖為彈劾總統安德鲁·约翰逊時的情形

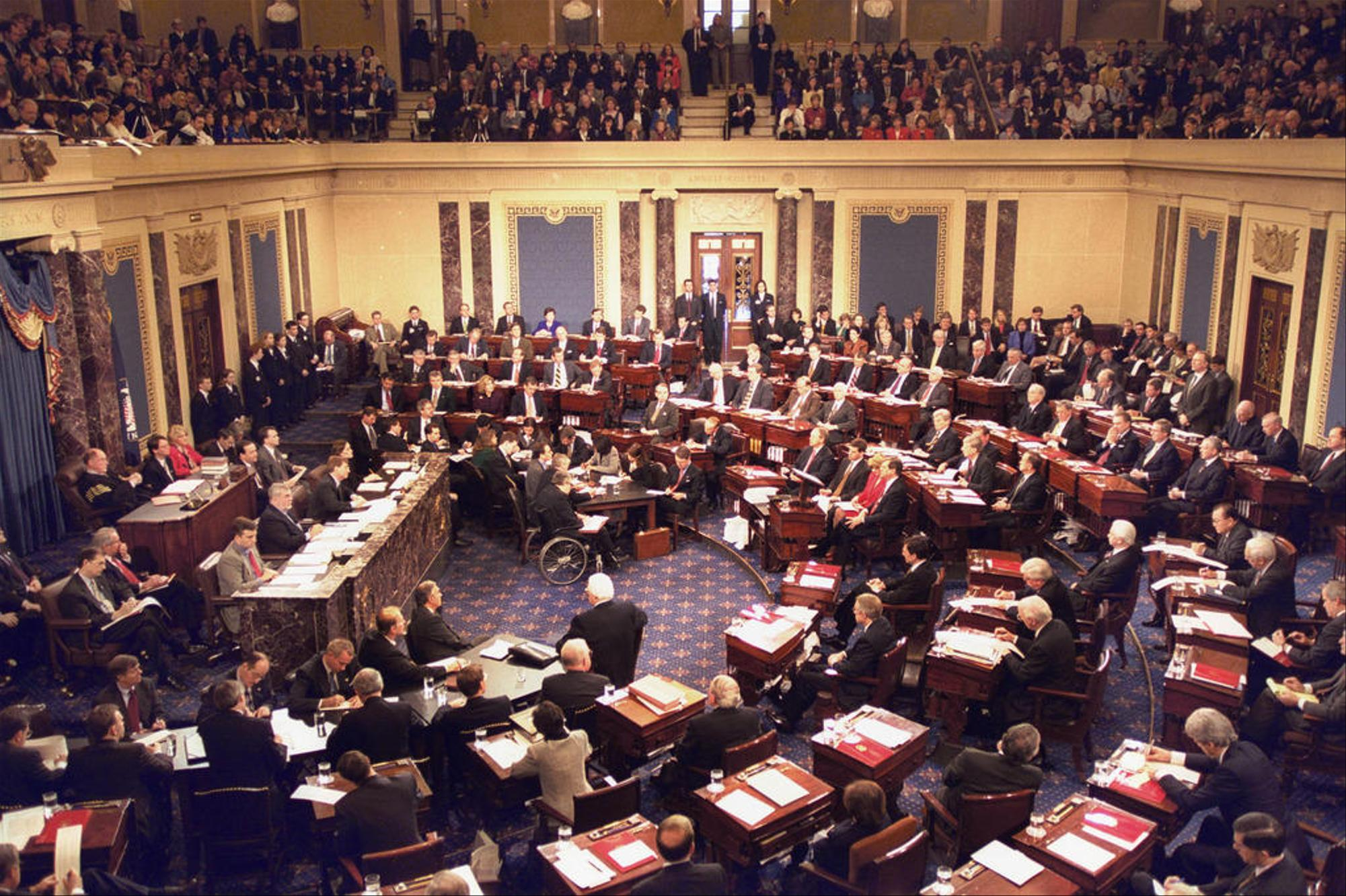
參議院彈劾總統比爾·柯林頓情形

憲法規定總統僅可在得到參議院建議與認可，即行使同意權後任命人事。須得參議院行使同意權才可出任的政府職位包括內閣閣員、聯邦行政部門首長、駐外大使、最高法院大法官與聯邦法院法官。
原本最高法院大法官及聯邦法院大法官需要五分之三的參議員支持外，其他參議院可通過法律，授權行政部門不經參議院同意任命較次要的人事。通常來說，人事提名案是參議院委員會最優先進行聽證的主體。委員會有可能阻擋人事提名，但相當少見。人事案由參議院全體審議。多數任命案會得到通過，駁回內閣人事案特別少見。（美國歷史上僅有九次人事任命案遭徹底駁回）不過，隨著近年美國政治鬥爭加劇，不少參議員以拉布來阻止相關人選獲得通過。為阻止少數黨以拉布阻止總統提名的人選獲得通過，因时为少数党的共和党经常阻拦巴拉克·奥巴马的提名人选，時任參議院多數黨領袖哈利·里德在2013年修改規則，把需參議院確認的內閣人選改為只需過半數參議員同意（51票）即可通過。2017年，參議院多數黨領袖米奇·麥康奈爾再修改規則，把最高法院大法官及聯邦法院大法官改為只需過半數參議員同意（51票）即可通過，以讓唐纳德·特朗普的提名人选得以通过。
參議院對人事案的同意權是有些限制的。例如，憲法規定，總統可不經參議院建議與認可而於國會休會期間任命人事。休會任命僅暫時有效，該職務於下次國會議期開始時再度出缺。儘管如此，總統經常作休會任命以避過遭參議院駁回任命案的可能性。而且，如最高法院在Myers v. United States判例中所認為，儘管行政官員之任命須經參議院的建議與認可，但其解職並不需要。
參議院在條約批准上也有重要的角色。憲法規定總統僅可在三分之二的參議員建議與認可後方能批准條約。然而，並非所有國際協定皆屬條約，故無須經參議院認可。參議院曾通過法律，授權總統不經參議院而締結行政協定。同樣的，總統亦可經由國會兩院之一的相對多數之同意以簽署國會-行政協定而無須參議院三分之二多數通過。行政協定或國會-行政協定兩者皆不見於憲法條文，暗示著閃避條約批准程序為違憲。然而，這些協議的有效性已由美國最高法院確認。
憲法授權眾議院因「叛亂、貪污或其他輕重罪行」而彈劾聯邦官員，並授權參議院作同樣的嘗試。若在任的美國總統受彈劾，美國最高法院首席大法官須主持其審判。在彈劾審判過程中，參議員須坐鎮監視與監證。有罪判決須在場議員三分之二多數（67票）通過。經判決確定的政府官員自動解職，參議院可進一步禁止被告將來再任公職。在彈劾過程中不准有其他的懲處。然而，被彈劾者有可能在一般法庭上面對罪行懲罰。
在美國歷史上，眾議院曾十六次彈劾政府官員，其中七位官員遭判決解職（其中一人在參議院完成審判前辭職）。只有三名總統曾遭彈劾：1868年的安德魯·強森，1999年的比爾·柯林頓與2019年的唐納·川普。三桩彈劾案都以失敗告終。理查·尼克森在1974年因知悉必遭參議院彈劾，在此之前辭職避過彈劾。在強森一案中，參議院僅以一票之差未達判決成立所需的三分之二多數。
在憲法第十二修正案中，授權參議院在沒有副總統候選人取得選舉人團多數支持的情況下，推選副總統。第十二修正案要求參議院自選舉人團得票數最高的兩名候選人中選出一名。選舉人團中的平手僵局非常罕見。在美國歷史上，參議院僅有一次須打破此種僵局。在1837年選出理查德·门特·约翰逊時，打破僵局以選出總統的權力屬於眾議院。

## 當前組成与选举结果

### 黨派組成
当前（119届）參議院（2025年-2027年）黨派組成。
| 黨派 | 黨派   | 議員數 |
| ---- | ------ | ------ |
|      | 共和黨 | 53     |
|      | 民主党 | 45     |
|      | 無黨籍 | 2      |
|      | 空缺   | 0      |
| 總數 | 總數   | 100    |

## 批评
美国国会参议员只有任期限制而无连任次数限制。批评者认为议员长期连任可能会导致其政治影响力过大（參議員任期六年，連任多次可以任期長達30至40年，眾議員則須通過選區重劃保住席位），进而导致议员选举被操控、架空，甚至出现“民意代表不代表民意”，并较易滋生腐败。他们认为假如能够让国会参议员只能任两届（无论前后两次任期是否连续）就能有效规避这一问题。
最近对参议院运作的批评者认为，由于党派瘫痪和玄乎其玄的规则居多，参议院的运作方式已经过时了。
参议院的冗長辯論问题经常引起辩论。宪法规定，通过立法的投票门槛为50%，一些批评者认为，一般立法事实上的五分之三门槛使有益的法律无法通过。2010年代两党都行使了否决权，取消了对确认法官和内阁成员的冗长辩论，但普通法案和由議員提出的法案仍需要五分之三才能終止。冗长辩论支持者普遍认为是这对少数人意见的重要保护，也是对当总统和参众两院多数派的制衡，避免一党专政。
虽然这是《康涅狄格妥协案》有意为之，但批评者将参议院中的代表权与人口不成正比描述为“反民主‘和’少数派统治”。舆论专栏作家大卫·莱昂哈特指出，這是由于小州的非拉丁裔白人比例过高，人口亦較少，导致非拉丁裔白人在参议院中拥有75%的投票权重，而美国白人現只有六成人口，由於少數族群和民主黨支持者多居住在大城市，而共和黨支持者集中在市郊和鄉鎮，人口愈集中導致民主黨需獲得更高比例的選票和白人搖擺州勝出才能獲得多數。在参议院中没有代表的约400万美国人（华盛顿哥伦比亚特区、波多黎各等领地）中，非洲裔和拉丁裔美国人占了很大比例。莱昂哈特等人主张將華府和波多黎各升格为州（这两个地區的居民人数超过现有最小的州），以减少这种不公平现象，但因兩地居民長期偏向支持民主黨（當中華府自獲得選舉美國總統權力以來全部的選舉人票都投給了民主黨），這會導致民主黨在參議院自動增加四個席次，所以共和黨一直強烈反對。
自建國以來，參議院的議席增加涉及政治平衡，如一個廢奴州的加入需要同時加入一個蓄奴州，這亦代表增加四個參議員，直至堪薩斯-內布拉斯加法案導致美國內戰爆發。內戰結束後一段時間，南方重返聯邦，共和黨控制參議院通過增加中西部的州份防止民主黨通過南方掌控參議院，但南方州份亦在參議院擁有否決權，此段每增加州份均涉及政治平衡，最近增加的州份已是1959年的阿拉斯加州和夏威夷州。

### 引用
1. ↑  Maine Independent Angus King To Caucus With Senate Democrats. （页面存档备份，存于） "Angus King of Maine, who cruised to victory last week running as an independent, said Wednesday that he will caucus with Senate Democrats. [...] The Senate's other independent, Bernie Sanders of Vermont, also caucuses with the Democrats." Politico. 2012-11-14. Retrieved 2020-11-28.
2. ↑  . Senate.gov. 2009-03-26  [2010-10-04]. （原始内容存档于2013-01-15）.
3. ↑  Amar, Vik D. . The Yale Law Journal. 1988-01-01, 97 (6): 1111–1130  [2021-01-06]. ISSN 0044-0094. JSTOR 796343. doi:10.2307/796343. （原始内容存档于2021-01-08）.
4. ↑  Stewart, Charles; Reynolds, Mark. . Legislative Studies Quarterly. 1990-01-01, 15 (4): 495–523. JSTOR 439894. doi:10.2307/439894.
5. ↑  Richard L. Berke. . The New York Times. 1999-09-12  [2021-01-06]. （原始内容存档于2021-01-08）.
6. ↑  Joseph S. Friedman. . Curej – College Undergraduate Research Electronic Journal. 2009-03-30  [2021-01-06]. （原始内容存档于2019-07-24）.
7. ↑  Lee, Frances E. . Legislative Studies Quarterly. 2006-06-16, 33 (2): 199–222. doi:10.3162/036298008784311000.
8. ↑  .   [2005-08-02]. （原始内容存档于2012-12-15）.
9. ↑  .   [2005-08-02]. （原始内容存档于2021-05-05）.
10. ↑  .   [2005-08-02]. （原始内容存档于2012-12-14）.
11. ↑  .   [2005-08-02]. （原始内容存档于2021-04-30）.
12. ↑  .   [2016-06-15]. （原始内容存档于2016-06-21）.
13. ↑  Baker, Richard A.  (PDF). Page 4.   [2021-01-14]. （原始内容 (PDF)存档于2018-12-11）.
14. ↑  . 紐約時報中文網. 2013-11-25  [2020-11-06]. （原始内容存档于2021-05-03）.
15. ↑  . 美国参议院.   [2012-01-01]. （原始内容存档于2014-02-10）.
16. ↑  Sargent, Noel. "Bills for Raising Revenue Under the Federal and State Constitutions （页面存档备份，存于）", Minnesota Law Review, Vol. 4, p. 330 (1919).
17. ↑  Saturno, James. "The Origination Clause of the U.S. Constitution: Interpretation and Enforcement （页面存档备份，存于）", CRS Report for Congress (Mar-15-2011).
18. ↑  Wirls, Daniel and Wirls, Stephen. The Invention of the United States Senate （页面存档备份，存于）, p. 188 (Taylor & Francis 2004).
19. ↑  Woodrow Wilson wrote that the Senate has extremely broad amendment authority with regard to appropriations bills, as distinguished from bills that levy taxes. See Wilson, Woodrow. Congressional Government: A Study in American Politics （页面存档备份，存于）, pp. 155–156 (Transaction Publishers 2002).
20. ↑  According to the Library of Congress, the Constitution provides the origination requirement for revenue bills, whereas tradition provides the origination requirement for appropriation bills. See Sullivan, John. "How Our Laws Are Made （页面存档备份，存于）", Library of Congress (accessed August 26, 2013).
21. ↑  Wilson Congressional Government, Chapter III: "Revenue and Supply". Text common to all printings or "editions"; in Papers of Woodrow Wilson it is Vol.4 (1968), p.91; for unchanged text, see p. 13, ibid.
22. ↑  Plumer, Brad. . The Washington Post. 2013-11-21  [2014-02-01]. （原始内容存档于2015-03-06）.
23. ↑  Complete list of impeachment trials. （页面存档备份，存于） 美国参议院. Retrieved 2007-11-20
24. ↑  . www.voachinese.com.   [2021-02-10]. （原始内容存档于2021-02-12）.
25. ↑  . 读览天下.   [2020-02-10]. （原始内容存档于2021-02-12） （中文（中国大陆））.
26. ↑  Mark Murray. . Firstread.msnbc.msn.com. 2010-08-02  [2010-10-04]. （原始内容存档于2010-08-10）.
27. ↑  Packer, George. . The New Yorker. 2009-01-07  [2010-10-04]. （原始内容存档于2014-07-01）.
28. ↑  How Democratic Is the American Constitution?
29. ↑  Sizing Up the Senate
30. ↑  .   [2021-02-21]. （原始内容存档于2020-12-07）.

## 外部連結
- 美國參議院官方網站 （页面存档备份，存于）（英文）
  - 参议员联系方式 （页面存档备份，存于）（英文）
  - 参议院现行规定 Archive.today的存檔，存档日期2017-12-30（英文）
  - 1774年至今所有參議員的個人資料（英文）
- 在任内去世的参议员列表 （页面存档备份，存于）, via PoliticalGraveyard.com（英文）
- 1978年至今所有参议员按州排列图表 （页面存档备份，存于）, via Texas Tech University（英文）
- 互联网档案馆中美国参议院的作品或与之相关的作品
- 首次由C-SPAN转播的参议院会议 （页面存档备份，存于） via C-SPAN（英文）
- 参议院手册 （页面存档备份，存于） via govinfo.gov (美国政府出版局)（英文）
- 美国参议院日历和日程安排 （页面存档备份，存于）（英文）
- 关于美国法案和决议的信息 （页面存档备份，存于）（英文）